# Zaciemka czarna
Zaciemka czarna (Phosphuga atrata) – gatunek chrząszcza z rodziny omarlicowatych (Silphidae). Jedyny przedstawiciel rodzaju Phosphuga.

## Opis

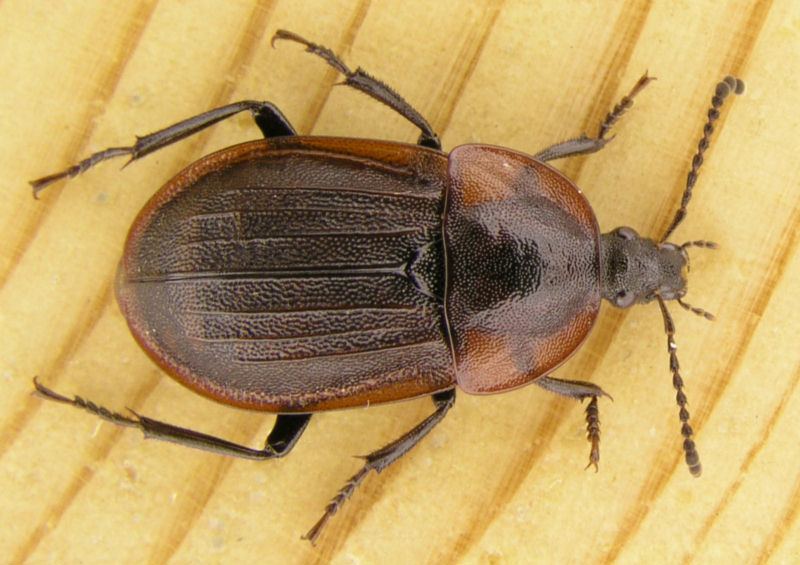
Odmiana brązowa

Ciało spłaszczone, błyszczące, długie na 10-16 mm. Głowa węższa od tułowia, wyraźnie wydłużona. Oczy lekko wypukłe, okrągłe. Czułki długie. Pokrywy żeberkowane, wyraźnie punktowane, podobnie jak przedplecze. Ubarwienie imagines najczęściej czarne, rzadziej brązowe. Larwy czarne, o kampodealnej budowie ciała.

## Biologia
Aktywne przeważnie nocą, za dnia ukryte pod korą lub kamieniami, często w małych grupkach z głowami schowanymi pod przedplecze. Zamieszkują runa lasów, zarośla, ogrody, jaskinie. Nielotne. Obserwowane przez cały rok, także w cieplejsze zimowe dni. Chrząszcz drapieżny. Zarówno imagines, jak i larwy aktywnie polują na ślimaki. Wydłużona głowa pozwala dorosłemu chrząszczowi na wejście w głąb muszli, gdzie podgryza ciało mięczaka oraz wydziela rozpuszczające je enzymy trawienne, po czym wysysa płynną zawartość.

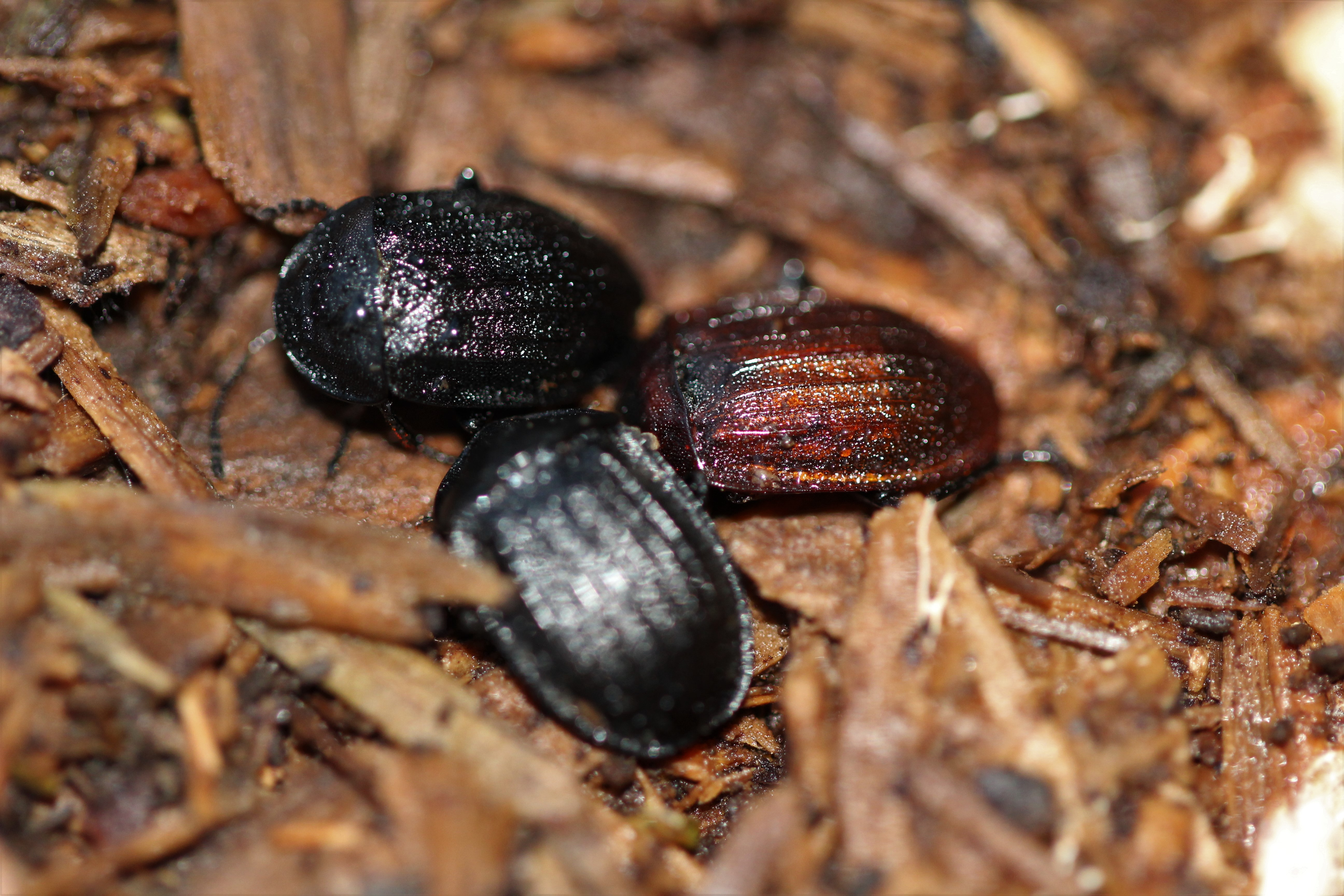
Grupka zaciemek zimujących pod butwiejącym drewnem

## Występowanie
Gatunek palearktyczny. Powszechnie występuje w całej Europie, a także w Azji (Rosja, Kazachstan, Chiny, Japonia).
W Polsce pospolity i rozprzestrzeniony na terenie całego kraju.
Introdukowany do Ameryki Północnej, gdzie regularnie odnajdywany jest od 2021 roku w Vancouver w Kanadzie. Ponadto, notowany także z Quebecu.